# Infoukarétane
Infoukarétane est une localité et une commune rurale du Mali, chef-lieu d'arrondissement, dans le cercle de Ménaka et la région de Ménaka. 

## Géographie
La localité de Infoukarétane est située à 33 km au sud du chef-lieu de cercle Ménaka.

## Histoire
La commune est créée en 2018. 

## Villages et fractions
La commune est composée de 3 localités, dont 1 village :
- Infourakétane

et 2 fractions :
- Ataramkon
- Idourfane